# Dos Llibres de Jeú
Els Dos Llibres de Jeú, (abreujats, 1 Jeu i 2 Jeu), també coneguts com El llibre del gran discurs iniciàtic o Gnosis del Déu invisible, són dos textos gnòstics escrits en llengua copta que es considera que formen part dels apòcrifs del Nou Testament.
El text conegut pertany al Còdex Brucianus, un manuscrit copte del segle iv format per 78 folis de papir de les quals en l'actualitat en falten set. Aquest còdex va ser comprat per James Bruce cap a l'any 1773 a Medinet Habu, a Egipte.
El manuscrit conté dos textos. El primer està citat a la Pistis Sophia com "Els dos llibres de Jeú", al que correspon el títol únic de Llibre del gran discurs iniciàtic i un altre escrit més breu que no porta títol. L'estudiós de la llengua copta C. Schmidt va ordenar el text i en va fer la primera edició crítica amb una traducció a l'alemany i un comentari, publicada el 1892.
Les dues parts del Llibre del gran discurs iniciàtic (96 pàgines, i 6 de les que falten) són anteriors a la Pistis Sophia, ja que les cita i n'aprofita fragments. Podria haver estat escrit a la primera meitat del segle iii i en llengua grega i traduït al copte al segle següent.

## Contingut
Sembla una producció molt exòtica perquè fa una interpretació cristiana gnòstica dels misteris hel·lenístics amb moltes referències a la màgia ritual i al paper de Jesús com a gran mistagog o hierofanta, que transmet un missatge instructiu i orientador als seus deixebles més íntims en els conceptes més elevats de la gnosi. En aquesta iniciació ritual hi ocupen un lloc important tant els homes com les dones.
L'escrit registra nombrosos noms místics i divins com a il·lustració del seu contingut, que ratifiquen tant les figures, l'ordre, les disposicions i els senyals de pas dels actes rituals com els estats de l'ascens iniciàtic i espiritual. El text dona testimoni de les pràctiques esotèriques dels gnòstics, que ara es poden comprendre millor gràcies al material provinent dels Manuscrits de Nag Hammadi. Les parts més comprensibles del text tenen, dins del marc esotèric, la forma d'un diàleg entre Jesús i els seus deixebles, cosa que el fa representatiu del gènere "evangeli", però no en la seva dimensió narrativa apòcrifa, sinó en la seva vessant gnòstica.